# Al-Majd SC Damasc
L'Al-Majd Sports Club (àrab: نادي المجد الرياضي, Nādī al-Majd ar-Riyāḍī, ‘Club Esportiu de la Glòria’) és un club de futbol sirià de la ciutat de Damasc. Es va fundar amb el nom Al-Ahli.

## Palmarès
- Copa siriana de futbol:[1]
  - 1961, 1978